# N762 (België)
De N762 is een gewestweg in de Belgische provincie Limburg tussen Maaseik en de Nederlandse grens voorbij Molenbeersel. Over de Nederlandse grens loopt deze weg verder als de N292 tot in Weert. Plaatselijk staat de weg daarom grotendeels beter bekend als de Weertersteenweg.
De weg is ongeveer 11 kilometer lang.

## Plaatsen langs de N762
- Maaseik
- Kinrooi
- Molenbeersel